# Palausybra vestigialis
Palausybra vestigialis är en skalbaggsart som beskrevs av J. Linsley Gressitt 1956. Palausybra vestigialis ingår i släktet Palausybra och familjen långhorningar. Inga underarter finns listade i Catalogue of Life.